# Resolução 232 do Conselho de Segurança das Nações Unidas
A Resolução 232 do Conselho de Segurança das Nações Unidas aprovada em 16 de dezembro de 1966, observou com preocupação que os esforços para interromper a atividade econômica internacional com a Rodésia do Sul não tinha conseguido levar a rebelião ao fim, o Conselho decidiu que todos os Estados-Membros iriam impedir a importação de amianto, minério de ferro, cromo, ferro fundido, açúcar, tabaco, cobre ou produtos animais originários da Rodésia do Sul. Além disso, as atividades de qualquer um de seu povo destinado a promover a exportação dessas mercadorias ou a importação de armas, munições de todos os tipos, aeronaves militares, veículos militares e equipamentos e materiais para fabricar e manutenção de armas e munições juntamente com um total embargo de produtos petrolíferos, embora tenha sido feita excepção aos contratos firmados antes desta resolução.
O Conselho reafirmou também os direitos inalienáveis do povo da Rodésia do Sul à liberdade e à independência e reconheceu a legitimidade da sua luta.
A resolução é aprovada por 11 votos a zero; A República Popular da Bulgária, França, Mali e a União Soviética abstiveram-se.